# Kheireddine Kherris
Kheireddine Kherris (né le 8 mai 1973 à Tlemcen en Algérie) est un joueur de football international algérien, qui évoluait au poste de défenseur.
Il compte 17 sélections en équipe nationale entre 1992 et 1999.

## Biographie

### Carrière en club
Kheireddine Kherris réalise l'intégralité de sa carrière au WA Tlemcen. Avec cette équipe, il se classe troisième du championnat de première division en 2002.

### Carrière en sélection
Kheireddine Kherris reçoit 17 sélections en équipe d'Algérie entre 1992 et 1999, inscrivant un but.
Il participe à la Coupe d'Afrique des nations en 1998. Lors de cette compétition, il joue un match contre le Cameroun.

## Palmarès
- Vainqueur de la Coupe d'Algérie en 1998 et 2002 avec le WA Tlemcen
- Finaliste de la Coupe d'Algérie en 2000 et 2008 avec le WA Tlemcen
- Vainqueur de la Coupe arabe des clubs champions en 1998 avec le WA Tlemcen
- Champion d'Algérie de D2 en 2009 avec le WA Tlemcen